# نشان فیل سفید

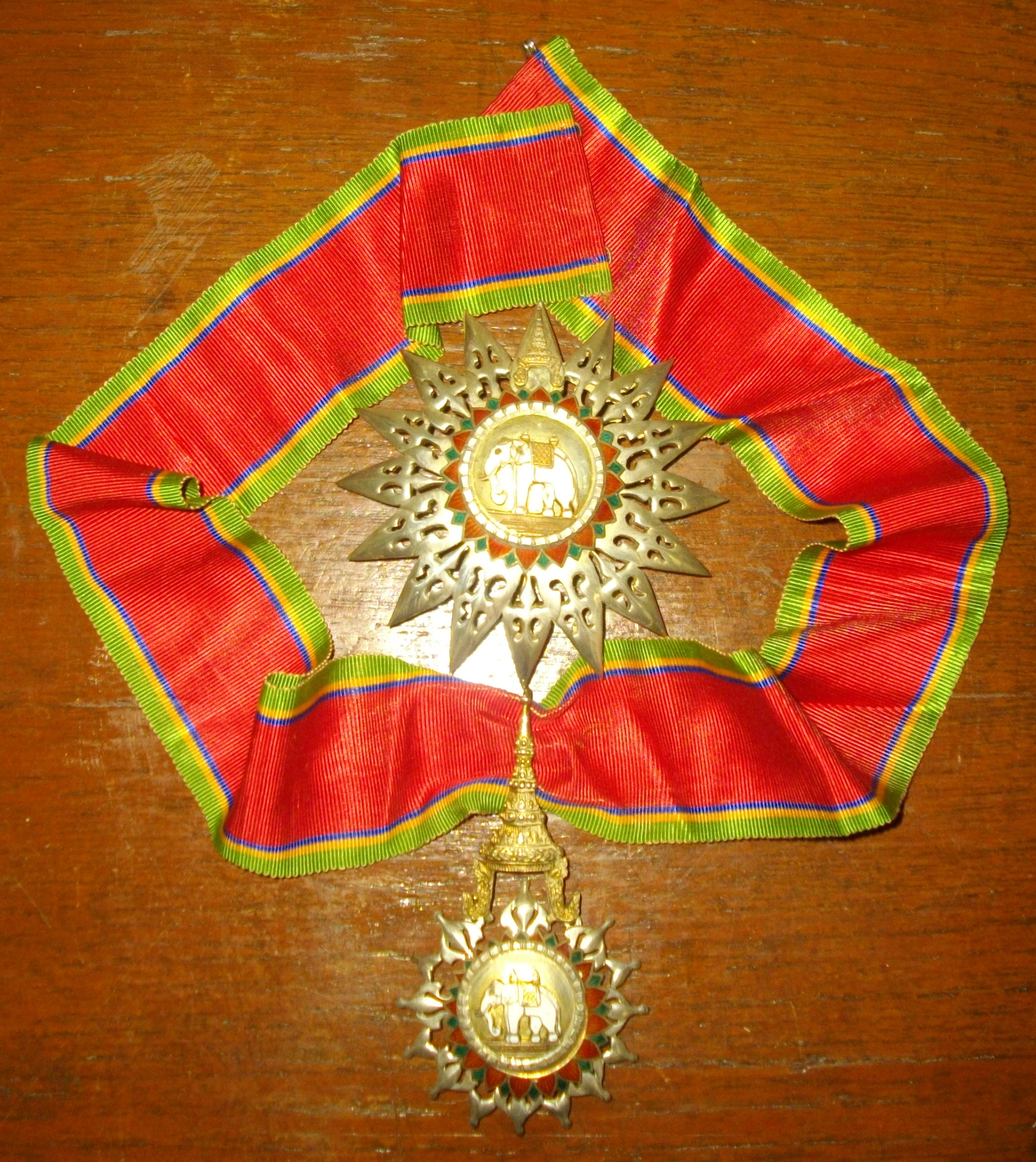
نشان فیل سفید

نشان فیل سفید یک نشان افتخار فرهنگی-سیاسی در تایلند است که از سوی دولت تایلند ولی از طرف امپراتور اهدا می‌شود. این نشان در سال ۱۸۶۱ میلادی و در دورهٔ راما چهارم* بنیان‌گذاری شد.